# NGC 7416
NGC 7416 је спирална галаксија у сазвежђу Водолија која се налази на NGC листи објеката дубоког неба.
Деклинација објекта је - 5° 29' 42" а ректасцензија 22h 55m 41,6s. Привидна величина (магнитуда) објекта NGC 7416 износи 12,4 а фотографска магнитуда 13,2. Налази се на удаљености од 36,3000 милиона парсека од Сунца. NGC 7416 је још познат и под ознакама MCG -1-58-4, PGC 70025.